# Лиман (град)
Вижте пояснителната страница за други значения на Лиман.
Лиман (на украински: Лиман) е град в Източна Украйна, в северната част на Донецка област.
Основан е през 1667 година. Населението му е около 27 575 души.
В Лиман е роден космонавтът Леонид Кизим (1941 – 2010).